# Yunus (nom)
Yunus és un nom masculí àrab (àrab: يُونُس, Yūnus) que es correspon amb el català Jonàs. Si bé Yunus és la transcripció normativa en català del nom en àrab clàssic, també el podem transcriure Yunis, segons la pronúncia dialectal més comuna, així com se'l pot trobar transcrit Junus, Younus, Younis, Younès, Younes... Atès que Yunus és el nom d'un profeta esmentat a l'Alcorà que s'identifica amb el Jonàs de l'Antic Testament, és un nom relativament comú entre els musulmans, arabòfons o no. Cal tenir present, però, que en la Bíblia en àrab el profeta Jonàs és anomenat Yunan, per la qual cosa el nom Yunus no és habitual entre els àrabs cristians i jueus. Els musulmans no arabòfons han adaptat el nom Yunus a les característiques fòniques i gràfiques de la seva llengua: albanès: Junus; àzeri: Yunus; indonesi: Yunus; javanès: Yunus; kurd: Yûnus; malai: Yunus; serbocroat: Junus/Јунус; suahili: Yunus; turc: Yunus; uzbek: Yunus.
Vegeu aquí personatges i llocs que duen aquest nom.